# America (musikgrupp)

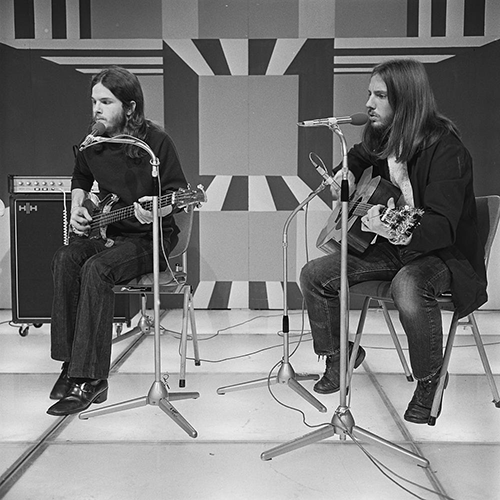
America (1972)

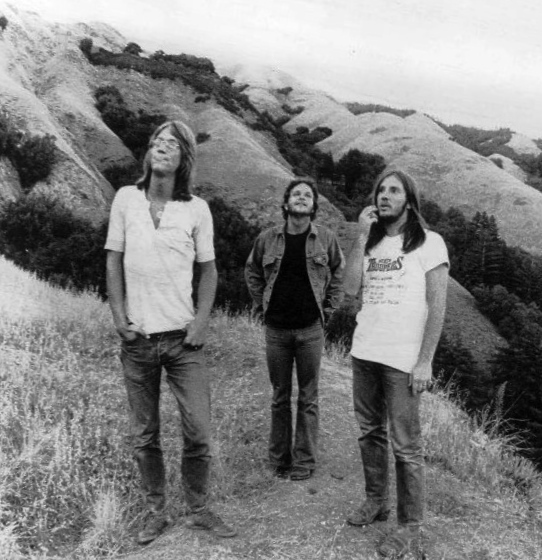
America (1976)

America är en amerikansk folkrockgrupp, bildat 1970 i London, England bestående av Gerry Beckley, Dewey Bunnell och Dan Peek. Gruppen hade framgångar under början av 1970-talet med hitlåtar som "A Horse with No Name", "Ventura Highway", "Sister Golden Hair" och "Tin Man". Flera av de tidiga albumen producerades av George Martin.
Efter att Peek hoppat av 1977 har America fortsatt som en duo med Beckley och Bunnell. Dan Peek avled 24 juli 2011, 60 år gammal.

## Diskografi (urval)
Studioalbum
- America (1972)
- Homecoming (1973)
- Hat Trick (1973)
- Holiday (1974)
- Hearts (1975)
- Hideaway (1976)
- Harbor (1977)
- Silent Letter (1979)
- Alibi (1980)
- View From the Ground (1982)
- The Last Unicorn (1982) (soundtrack)
- Your Move (1983)
- Perspective (1984)
- Hourglass (1994)
- King Biscuit Flower Hour (1996)
- Human Nature (1998)
- Holiday Harmony (2002)
- Struttin' Our Stuff (2004)
- Here & Now (2007)
- Back Pages (2011) (coveralbum)
- Lost & Found (2015)

Livealbum
- America Live (1977)
- America In Concert (1985)
- In Concert (1995)
- The Grand Cayman Concert (2002)
- America & Friends Live at the Ventura Theatre (2006)
- Live in Concert: Wildwood Springs (2008)
- Ventura Highway: Live (2012)

Samlingsalbum
- History · America's Greatest Hits (1975)
- Encore: More Greatest Hits (1991)
- Ventura Highway & Other Favorites (1992)
- Horse with No Name (1995)
- Highway: 30 Years of America (2000) (3-CD-box)
- The Complete Greatest Hits (2001)
- A Horse With No Name And Other Hits (2004)
- Hits: 40th Anniversary Edition (2011)
- The Warner Years 1971–1977 (2015) (8-CD-box)
- Archives, Vol. 1 (2015)
- An Introduction To : America (2017)

Singlar
- A Horse with No Name(1972)
- I Need You(1972)
- Ventura Highway (1972)